# Josu Iñaki Erkoreka
Josu Iñaki Erkoreka Gervasio (Bermeo, 3 de juliol de 1960) és un polític basc membre del Partit Nacionalista Basc (PNV-EAJ), diputat al Congrés dels Diputats per aquest partit entre el 2000 i el 2012, i posteriorment Conseller d'Administració Pública i Justícia i portaveu del Govern Basc.
Llicenciat el 1982, és doctor en Dret per la Universitat de Deusto des de 1990, on exerceix com a professor de Dret Administratiu. També és Lletrat en serveis especials de la Secretaria General de Règim Jurídic del Govern Basc.
Fou director de l'IVAP/HAEE (Instituto Vasco de Administración Pública/Herri Arduralaritzaren Euskal Erakundea) de 1995 a 2000, any en què fou elegit diputat per Biscaia al Congrés dels Diputats a les eleccions generals espanyoles de 2000, i portaveu del Grup Parlamentari Basc en la VIII Legislatura, concretament des de març de 2004. Ha estat novament escollit a les eleccions generals espanyoles de 2008.
Ha escrit, juntament amb Iñaki Anasagasti, el llibre Dos familias vascas: Areilza y Aznar, on relata la història de Manuel Aznar Zubigaray, avi de José María Aznar.